# Đông Cát
Đảo Đông Cát (tiếng Trung: 東吉嶼; bính âm Hán ngữ: Dōngjí Yǔ; bính âm thông dụng: Dongjí Yǔ; Wade–Giles: Tung1-chi2 Yü3; Bạch thoại tự: Tang-kiat-sū) là một đảo thuộc thôn Đông Cát, hương Vọng An, huyện Bành Hồ, Đài Loan. Đảo này còn được gọi là đảo Nam Đông (南東嶼).:19 Trên đảo có đèn biển đảo Đông Cát.

## Lịch sử
Đảo Đông Cát có vị trí chiến lược đặc biệt, từ xưa đã là trạm trung chuyển giao thương đường biển từ Bành Hồ đến Đài Nam, một thời phồn thịnh. Trong thời kỳ Nhật Bản cai trị, các đồn quân sự và đèn biển được xây dựng ở đầu phía bắc và phía nam của đảo, đồng thời có quân đội đóng quân để kiểm soát các vùng biển lân cận. Cư dân địa phương chăn cừu, từ những ngọn đồi ở phía bắc nhìn xuống, những ngôi nhà cổ ngói đỏ tường trắng nổi bật trên bãi cỏ xanh và đàn cừu.
Một miếu thờ Vương Da trên đảo được xây từ thời Gia Khánh (1796–1821) và được khôi phục vào năm 1872. Đèn biển đảo Đông Cát được xây dựng vào năm 1911 thời Nhật Bản cai trị.
Vào tháng 6 năm 2012, một ngư dân phát hiện một chiếc ngà voi hóa thạch trong một rãnh gần hòn đảo ở độ sâu 200 m dưới mực nước biển. Vào tháng 6 năm 2014, đảo Đông Cát đã trở thành một phần của Công viên hải dương quốc gia Nam Bành Hồ.
Vào tháng 5 năm 2016, dịch vụ phà giữa Đài Nam và đảo Đông Cát có chuyến đi đầu tiên. Chuyến đi đến Đài Nam mất khoảng hai tiếng rưỡi.
Ngày 1 tháng 7 năm 2016, vụ tai nạn tên lửa Hùng Phong III xảy ra ở vùng biển phía đông nam đảo Đông Cát.
Vào tháng 6 năm 2017, một cơn lốc giống như lốc xoáy được ghi nhận ở vùng biển ngoài khơi đảo Đông Cát, đây là hiện tượng không thường xuyên xảy ra trong các kiểu thời tiết của khu vực.
Vào ngày 10 tháng 1 năm 2018, tàu chở hàng Gia Minh (嘉明輪) mắc cạn và chìm gần đảo Đông Cát. Con tàu và hàng hóa của nó không được trục vớt.
Vào ngày 4 tháng 10 năm 2019, hơn 800 kg (1.800 lb) lưới đánh cá bị bỏ lại đã được gỡ bỏ khỏi rạn san hô gần đảo Đông Cát.

## Địa lý
Khu dân cư của đảo Đông Cát nằm gần giữa đảo trong một khu vực trước đây bị ngập nước. Trên đảo có hai ngọn núi - phía bắc là Hổ Đầu Sơn (虎頭山), phía nam là Bát Quái Sơn (八卦山). Đảo Sừ Đầu (鋤頭嶼) từng có người nằm sát phía tây bắc của đảo Đông Cát.
Vùng biển của Vườn quốc gia Đài Giang bao phủ một dải kéo dài từ cách 20 mét từ bờ biển của đảo Đài Loan và dài 54 km (34 dặm) từ sông Diêm Thủy đến đảo Đông Cát, với diện tích 344,05 km2 (132,84 dặm vuông Anh).

## Khí hậu
Đảo Đông Cát có khí hậu nhiệt đới gần với cận nhiệt đới ẩm. Là một hòn đảo ngoài khơi ở eo biển Đài Loan nước nông, vị trí này có sự thay đổi nhiệt độ trong ngày thấp hơn so với đảo Đài Loan hoặc lục địa châu Á ở phía tây. Hòn đảo này cũng khô hơn và nhiều nắng hơn so với Đài Loan đại lục. Phần lớn mưa rơi vào mùa hè khi gió mùa Đông Á xuyên qua các hệ thống áp suất cao thống trị khu vực. Mùa đông khô ráo với thời tiết thuận lợi cho các hoạt động ngoài trời, mặc dù nhiều mây nhưng lượng mưa thấp.
| Dữ liệu khí hậu của Dongji Island (Dongjidao) (1991–2020 normals, extremes 1962–present） | Dữ liệu khí hậu của Dongji Island (Dongjidao) (1991–2020 normals, extremes 1962–present） | Dữ liệu khí hậu của Dongji Island (Dongjidao) (1991–2020 normals, extremes 1962–present） | Dữ liệu khí hậu của Dongji Island (Dongjidao) (1991–2020 normals, extremes 1962–present） | Dữ liệu khí hậu của Dongji Island (Dongjidao) (1991–2020 normals, extremes 1962–present） | Dữ liệu khí hậu của Dongji Island (Dongjidao) (1991–2020 normals, extremes 1962–present） | Dữ liệu khí hậu của Dongji Island (Dongjidao) (1991–2020 normals, extremes 1962–present） | Dữ liệu khí hậu của Dongji Island (Dongjidao) (1991–2020 normals, extremes 1962–present） | Dữ liệu khí hậu của Dongji Island (Dongjidao) (1991–2020 normals, extremes 1962–present） | Dữ liệu khí hậu của Dongji Island (Dongjidao) (1991–2020 normals, extremes 1962–present） | Dữ liệu khí hậu của Dongji Island (Dongjidao) (1991–2020 normals, extremes 1962–present） | Dữ liệu khí hậu của Dongji Island (Dongjidao) (1991–2020 normals, extremes 1962–present） | Dữ liệu khí hậu của Dongji Island (Dongjidao) (1991–2020 normals, extremes 1962–present） | Dữ liệu khí hậu của Dongji Island (Dongjidao) (1991–2020 normals, extremes 1962–present） |
| Tháng                                                                                     | 1                                                                                         | 2                                                                                         | 3                                                                                         | 4                                                                                         | 5                                                                                         | 6                                                                                         | 7                                                                                         | 8                                                                                         | 9                                                                                         | 10                                                                                        | 11                                                                                        | 12                                                                                        | Năm                                                                                       |
| ----------------------------------------------------------------------------------------- | ----------------------------------------------------------------------------------------- | ----------------------------------------------------------------------------------------- | ----------------------------------------------------------------------------------------- | ----------------------------------------------------------------------------------------- | ----------------------------------------------------------------------------------------- | ----------------------------------------------------------------------------------------- | ----------------------------------------------------------------------------------------- | ----------------------------------------------------------------------------------------- | ----------------------------------------------------------------------------------------- | ----------------------------------------------------------------------------------------- | ----------------------------------------------------------------------------------------- | ----------------------------------------------------------------------------------------- | ----------------------------------------------------------------------------------------- |
| Cao kỉ lục °C (°F)                                                                        | 28.1 (82.6)                                                                               | 28.7 (83.7)                                                                               | 31.2 (88.2)                                                                               | 32.1 (89.8)                                                                               | 36.9 (98.4)                                                                               | 35.2 (95.4)                                                                               | 35.7 (96.3)                                                                               | 35.3 (95.5)                                                                               | 34.3 (93.7)                                                                               | 34.2 (93.6)                                                                               | 31.0 (87.8)                                                                               | 29.6 (85.3)                                                                               | 36.9 (98.4)                                                                               |
| Trung bình ngày tối đa °C (°F)                                                            | 20.0 (68.0)                                                                               | 20.6 (69.1)                                                                               | 23.2 (73.8)                                                                               | 26.1 (79.0)                                                                               | 28.5 (83.3)                                                                               | 29.9 (85.8)                                                                               | 31.0 (87.8)                                                                               | 30.8 (87.4)                                                                               | 30.0 (86.0)                                                                               | 27.7 (81.9)                                                                               | 25.1 (77.2)                                                                               | 21.7 (71.1)                                                                               | 26.2 (79.2)                                                                               |
| Trung bình ngày °C (°F)                                                                   | 18.1 (64.6)                                                                               | 18.5 (65.3)                                                                               | 20.7 (69.3)                                                                               | 23.6 (74.5)                                                                               | 26.0 (78.8)                                                                               | 27.8 (82.0)                                                                               | 28.7 (83.7)                                                                               | 28.4 (83.1)                                                                               | 27.6 (81.7)                                                                               | 25.5 (77.9)                                                                               | 23.1 (73.6)                                                                               | 19.9 (67.8)                                                                               | 24.0 (75.2)                                                                               |
| Tối thiểu trung bình ngày °C (°F)                                                         | 16.7 (62.1)                                                                               | 16.9 (62.4)                                                                               | 18.9 (66.0)                                                                               | 21.9 (71.4)                                                                               | 24.4 (75.9)                                                                               | 26.2 (79.2)                                                                               | 26.9 (80.4)                                                                               | 26.6 (79.9)                                                                               | 26.0 (78.8)                                                                               | 24.3 (75.7)                                                                               | 21.8 (71.2)                                                                               | 18.6 (65.5)                                                                               | 22.4 (72.3)                                                                               |
| Thấp kỉ lục °C (°F)                                                                       | 8.0 (46.4)                                                                                | 8.4 (47.1)                                                                                | 8.8 (47.8)                                                                                | 11.2 (52.2)                                                                               | 17.2 (63.0)                                                                               | 19.6 (67.3)                                                                               | 21.4 (70.5)                                                                               | 21.4 (70.5)                                                                               | 19.6 (67.3)                                                                               | 16.4 (61.5)                                                                               | 14.0 (57.2)                                                                               | 9.2 (48.6)                                                                                | 8.0 (46.4)                                                                                |
| Lượng Giáng thủy trung bình mm (inches)                                                   | 21.8 (0.86)                                                                               | 28.9 (1.14)                                                                               | 38.4 (1.51)                                                                               | 70.8 (2.79)                                                                               | 117.3 (4.62)                                                                              | 183.9 (7.24)                                                                              | 189.9 (7.48)                                                                              | 243.3 (9.58)                                                                              | 108.2 (4.26)                                                                              | 35.6 (1.40)                                                                               | 32.9 (1.30)                                                                               | 26.1 (1.03)                                                                               | 1.097,1 (43.21)                                                                           |
| Số ngày giáng thủy trung bình (≥ 0.1 mm)                                                  | 4.2                                                                                       | 4.0                                                                                       | 4.9                                                                                       | 6.8                                                                                       | 7.9                                                                                       | 9.8                                                                                       | 9.2                                                                                       | 10.0                                                                                      | 5.6                                                                                       | 1.8                                                                                       | 2.6                                                                                       | 2.6                                                                                       | 69.4                                                                                      |
| Độ ẩm tương đối trung bình (%)                                                            | 78.0                                                                                      | 79.4                                                                                      | 78.7                                                                                      | 80.0                                                                                      | 81.8                                                                                      | 83.9                                                                                      | 82.1                                                                                      | 83.3                                                                                      | 81.0                                                                                      | 77.2                                                                                      | 77.3                                                                                      | 76.7                                                                                      | 80.0                                                                                      |
| Số giờ nắng trung bình tháng                                                              | 119.0                                                                                     | 110.7                                                                                     | 149.2                                                                                     | 171.5                                                                                     | 202.4                                                                                     | 215.3                                                                                     | 259.8                                                                                     | 232.4                                                                                     | 229.4                                                                                     | 214.5                                                                                     | 149.6                                                                                     | 121.1                                                                                     | 2.174,9                                                                                   |
| Nguồn: Cục khí tượng Trung ương Trung Quốc                                                |                                                                                           |                                                                                           |                                                                                           |                                                                                           |                                                                                           |                                                                                           |                                                                                           |                                                                                           |                                                                                           |                                                                                           |                                                                                           |                                                                                           |                                                                                           |

## Nhân khẩu
Tính đến tháng 5 năm 2021, có 154 hộ gia đình ở thôn Đông Cát, bao gồm 162 nam và 133 nữ, với tổng số 295 người.
Với sự thay đổi của cơ cấu công nghiệp, dân số của Đông Cát dần dần chuyển đi, và hầu hết người dân trên đảo chuyển đến Mã Công, Bành Hồ hoặc An Bình, Đài Nam, năm 1991, phân hiệu Đông Cát của trường trung học Vọng An đóng cửa trường học vì không có học sinh.

## Hình ảnh

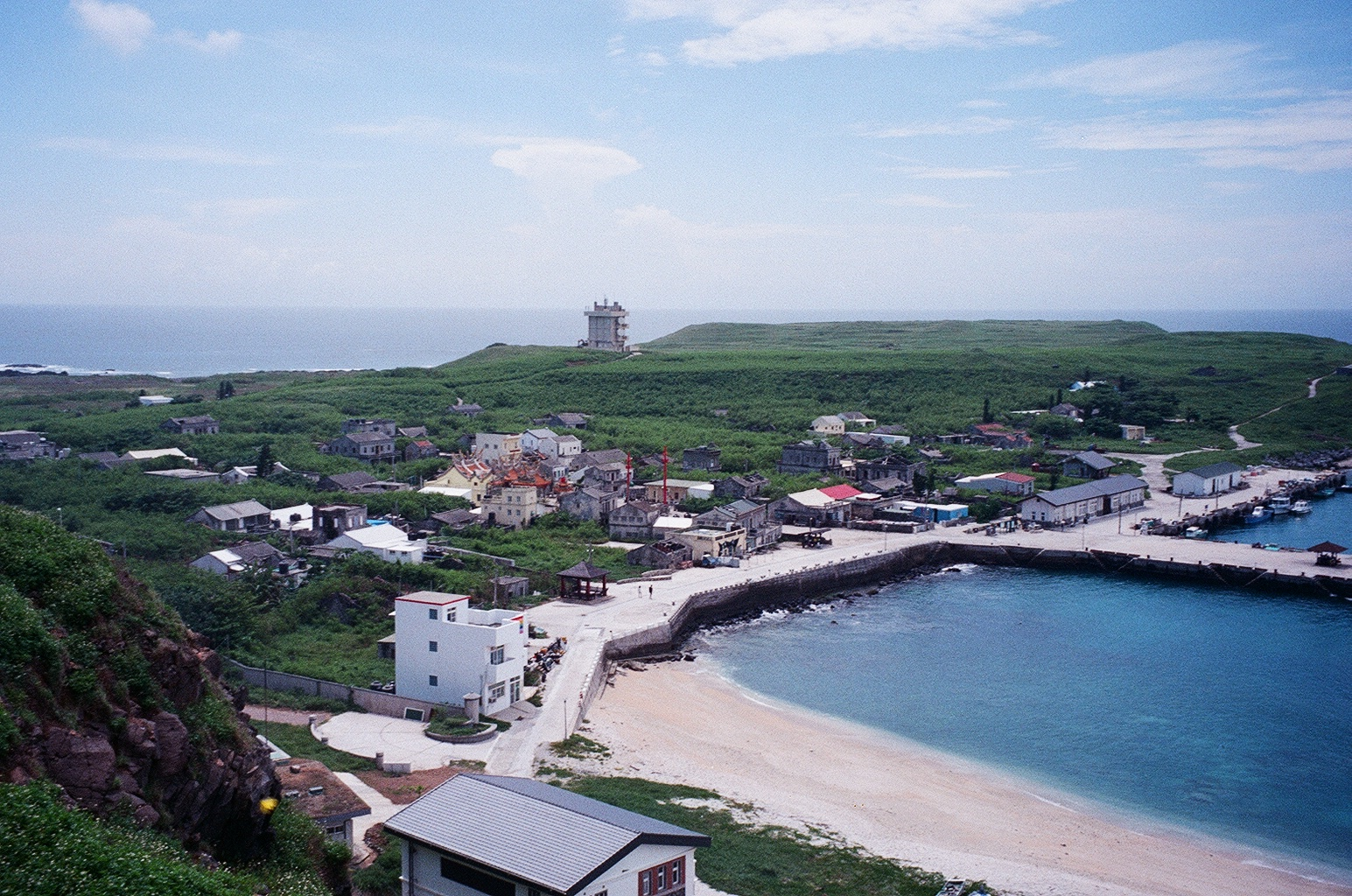
Cảng cá đảo Đông Cát
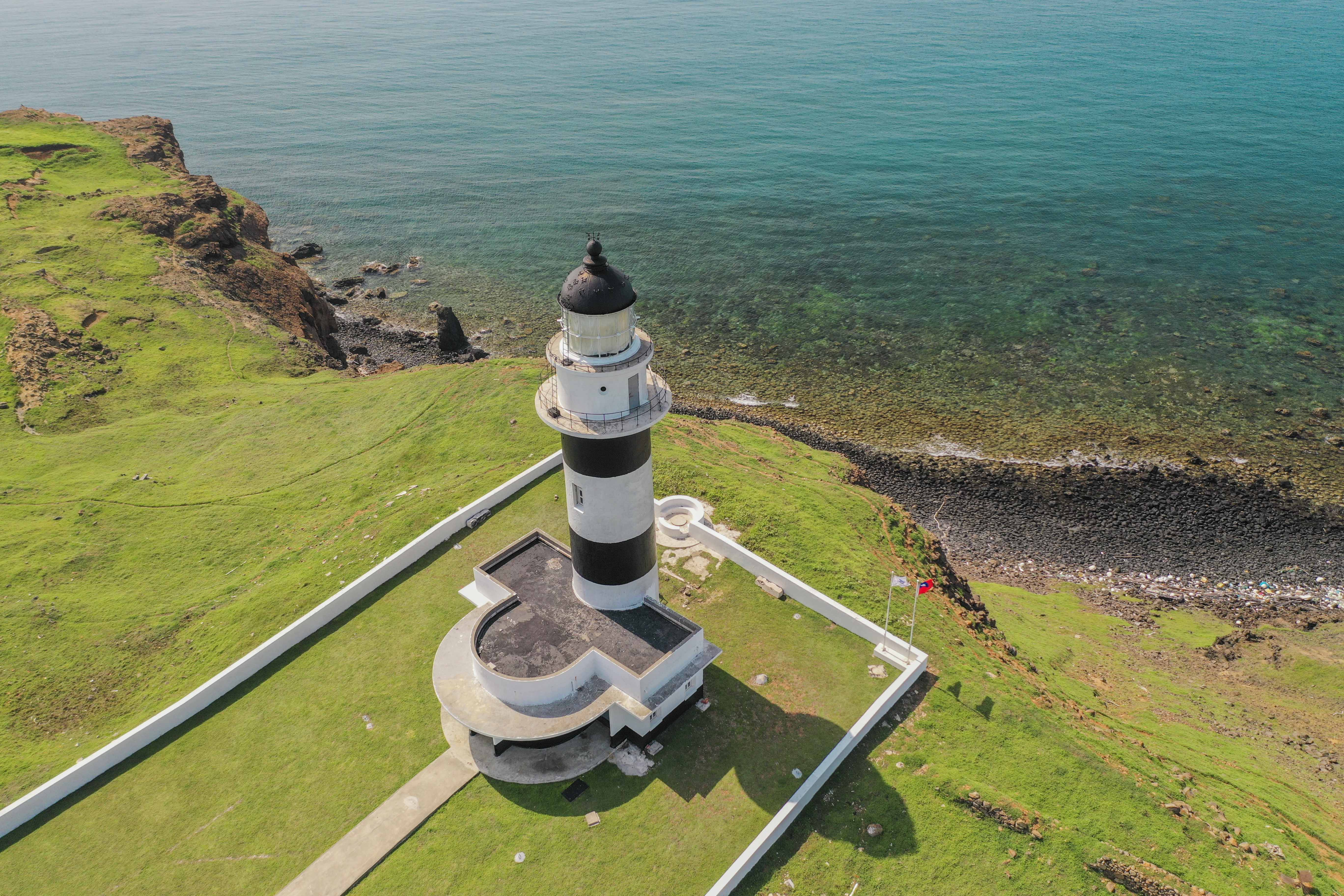
Đèn biển đảo Đông Cát